# Gouden vriendschap
Gouden vriendschap is een hoorspel van John Tarrant. Het werd onder de titel Gefährliches Hongkong op 7 maart 1968 door de Bayerischer Rundfunk uitgezonden. De TROS zond het uit op woensdag 12 mei 1976, van 22:50 uur tot 23:55 uur. De vertaler en regisseur was Tom van Beek.

## Rolbezetting
- Bert Dijkstra (kolonel Colvin)
- Sacco van der Made (Derek Norman)
- Els Buitendijk (Kathleen Walker)
- Joke Reitsma-Hagelen (omroepster vliegveld)
- Bea Brandts Buys (telefoniste)
- Wim van den Brink (Ribiero)
- Herbert Joeks (Cheung)
- Donald de Marcas (Ling)
- Hans Fuchs (Tom Walker)

## Inhoud
Met dit hoorspel vestigt de auteur de aandacht op de wereldomspannende transacties, die zich van in- en uitvoerbepalingen niets aantrekken en derhalve het daglicht niet kunnen velen, namelijk die van de goudsmokkel van West-Europa naar Hongkong en Macau. Een reeks praktijken die minstens dezelfde omvang en betekenis hebben als de smokkel van opium in de omgekeerde richting. Hij verklaart met zijn verhaal hoe de welvaart uit de verschillende landen wordt weggezogen door speculanten en avonturiers, vaak verenigd in organisaties waartegen de politie in met name Hongkong nauwelijks iets kan uitrichten. Een gepensioneerde legerofficier wordt weer in actieve dienst teruggeroepen. Hij moet als lokaas dienen en in Hongkong onderzoeken hoe de illegale goudhandel georganiseerd is…